# 米穀配給通帳
米穀配給通帳（べいこくはいきゅうつうちょう）とは、1942年（昭和17年）4月1日から日本において食糧管理制度の下で米の配給を受けるために発行されていた通帳。ただし、六大都市では米穀割当配給制実施要綱に基づき、1941年（昭和16年）4月1日から導入されていた。一般には単に米穀通帳とも呼ばれた。1981年（昭和56年）6月11日の食糧管理法の改正により廃止された。

## 歴史

### 前史
1939年（昭和14年）に朝鮮半島から西日本にかけて発生した大旱魃の後、農林省は流通統制の強化による需給均衡の回復を図ったが、陸軍や内務省はこれに反発して需要抑制による需給関係の安定を主張した。内務省は切符制の導入を推進し、1939年11月頃から一部の市町村で自治的切符制が採用され、1940年（昭和15年）8月には31道府県で切符制が導入された。1940年（昭和15年）8月には4,826の市町村で米穀の切符制が導入され、全市町村の42%に達した。

### 導入
戦時体制の強化とともに、1941年1月に農林省は「米穀割当配給制実施要綱（案）」をまとめた。要綱では、切符制では年齢・性別・業種に応じた切符綴を発行しなければならず事務作業が煩雑になること、個人単位の切符制よりも世帯単位の通帳制のほうが日本の実情に合っているとして通帳制が採用された。
農林省の食糧管理局は米穀通帳による配給制度を決定し、内務省警保局や六大都市の経済部長と事前に打ち合わせの上、1941年（昭和16年）4月1日にまず六大都市で米穀割当配給制度（米穀配給通帳制）が実施された。そして翌1942年（昭和17年）の食糧管理法によって、米穀通帳制は六大都市に限らず消費地全体で実施されることとなった。
東京市の場合、1941年（昭和16年）4月の時点で、米穀には家庭用米穀通帳、外食券、前渡米配給証明書、業務用米穀通帳が導入された。第二次世界大戦中、工場労働者や行商人など自炊をしない者は、米穀通帳と引き換えに外食券の交付を受け、業務用米の支給を受けている外食券食堂で食事をとることとなった。山田風太郎の「人間臨終図巻」には、十五代市村羽左衛門が、1945年（昭和20年）に疎開先で旅館に泊まった際に、日数分の米穀通帳を渡したという記載がある。

### 戦後
戦後の食料不足のため、ヤミ米を購入し食糧管理法違反事件として検挙され、懲役4か月とヤミ米の没収をされた食糧管理法違反事件では、配給食のみでは健康を維持できないので、日本国憲法第25条2項の生存権に反するとして、飛越上告をし争われた。1948年（昭和23年）9月29日最高裁判所大法廷で確定判決が出されたが、「個々の国民に対して具体的、現実的にかかる義務を有するのではない。」として、食糧管理法は生存権に反しないと解釈され、米穀通帳も維持された。
戦後、東京で流通したヤミ米は、東北地方などから担ぎ屋の手により鉄道で運ばれてきた。1955年（昭和30年）1月20日に行われた集中摘発の事例では、東北本線は大宮駅から、常磐線は日暮里駅から警察署員、鉄道公安官が便乗。車内で担ぎ屋を缶詰にして上野駅のホームで待ち構える署員らと連携してヤミ米を押収した。この日の摘発では、10本の長距離列車から過去最高の600俵が押収されている。
しかし、少なくとも昭和40年代には配給は有名無実化し、ほとんどの人は通帳を使用することは無かった。

### 制度廃止へ
1969年（昭和44年）から自主流通米制度が発足し、それに伴い4月1日より、配給も登録業者以外からも受けられるようになり、1972年（昭和47年）3月28日には、米穀が物価統制令の除外項目となった。
1979年（昭和54年）7月22日の読売新聞では、国務大臣のうち、米穀通帳を使っているのは、法務大臣古井喜実だけであると（つまり農林水産大臣すら使っていなかった）、有名無実化していたことを報道している。
前述のように、米穀通帳の必要性は全くなくなったにもかかわらず、発行自体は食糧管理法改正が行われた1981年（昭和56年）まで続けられた。また制度廃止後は、市町村に返納するようにされていたが義務ではなかったため、現在においても、家庭内で引越しや大掃除などの際に「昔の米穀通帳が出てきた」ということがあり、制度廃止から40年経った今でも、現物の米穀通帳を目にする機会はある。

## 通帳

### 種類と様式
農林省（後に農林水産省）により発行され、市町村が職務代行で発給を行っていた。
通帳の種類と様式は時代により異なる。先述のように、1941年（昭和16年）4月に六大都市で米穀割当配給制度（米穀配給通帳制）として先行実施された際、東京市では米穀には家庭用米穀通帳、外食券、前渡米配給証明書、業務用米穀通帳が導入された。
戦前の米穀配給通帳については、家庭用米穀通帳、米飯外食券、業務用米穀通帳、加工用米穀通帳の4種類があった。
昭和40年代には米穀類購入通帳には、一般用のほか、旅行者用、船舶用、職場加配用、労務者加配用、業務用、小売販売業者用等があった。
1. 一般用米穀類購入通帳
2. 旅行者用穀類購入通帳
3. 船舶用米穀類購入通帳
4. 職場加配用米穀類購入通帳
5. 労務者加配用米穀類購入通帳
6. 業務用米穀類購入通帳
7. 小売販売業者用米穀類購入通帳

通帳は紛失しても基本的に再発行されず、他人への譲渡や貸与等も禁止されていた。

### 身分証明書の機能
一時期は、市町村長の公印が捺された公文書の上、世帯主・住所が記述されていたので、身分証明書としての役目も果たしていたが、健康保険証や年金手帳、そして運転免許証が、身分証明書の機能を取って代わっていった。
また戦中・戦後においては、相当の価値を持ち、1949年（昭和24年）に公開された日本映画「野良犬」（黒澤明）では、拳銃を手に入れるのに「米穀通帳を持ってくるように」指示されている。身分証として使われた映画としては他に、1962年（昭和37年）公開の「ニッポン無責任野郎」（古澤憲吾）があり、主人公・源等（植木等）が、銀行で米穀通帳を提示し、預金通帳を作るシーンがあった。